# Russische und sowjetische Kriegsgräberstätten im Kreis Steinburg
Im Kreis Steinburg gibt es in acht Orten russische und sowjetische Kriegsgräberstätten aus beiden Weltkriegen. Diese Gräber liegen sehr oft am äußersten Rand eines Friedhofs und sind schwer zu finden. Das Gräbergesetz in Deutschland garantiert die Unverletzlichkeit dieser Gräber. Deshalb sind sie manchmal auch als Einzelgrabanlage auf ansonsten abgeräumten Gräberfeldern zu finden. Die Kosten für die Grabpflege übernimmt die Bundesrepublik.

## Liste
| Bild                    | Ort            | Lage Anm. 1 | Adresse                                                              | Weblink Anm. 2                                                                       |
| ----------------------- | -------------- | ----------- | -------------------------------------------------------------------- | ------------------------------------------------------------------------------------ |
|                         | Brokdorf       | (Lage)      | Dorfstraße Gemeindefriedhof (Grabanlage)                             | Grab eines sowjetischen Opfer des Zweiten Weltkriegs                                 |
|                         | Hohenlockstedt | (Lage)      | Finnische Allee Waldfriedhof (Kriegsgräberstätte 1. Weltkrieg)       | Grabstätte für zwölf russische Kriegsgefangene des Ersten Weltkriegs. Dreizehn Namen |
|                         | Hohenlockstedt | (Lage)      | Finnische Allee Waldfriedhof (Grabanlage)                            | Grabstätte für fünf sowjetische Kriegsgefangene und Zwangsarbeiter.                  |
|                         | Itzehoe        | (Lage)      | Brunnenstraße Alter Friedhof (Kriegsgräberstätte 1. Weltkrieg)       | Grabstätte für 16 russische Kriegsgefangene des Ersten Weltkriegs.                   |
|                         | Itzehoe        | (Lage)      | Brunnenstraße Alter Friedhof (Grabanlage)                            | Grabstätte für 27 sowjetische Kriegsgefangene und Zwangsarbeiter.                    |
|                         | Kellinghusen   | (Lage)      | Kastanienallee Gemeindefriedhof (Kriegsgräberstätte 1. Weltkrieg)    | Grabstätte für acht russische Kriegsgefangene des Ersten Weltkriegs.                 |
|                         | Kellinghusen   | (Lage)      | Kastanienallee Gemeindefriedhof (Grabanlage)                         | Grab eines sowjetischen Opfers des Zweiten Weltkriegs.                               |
|                         | Krempe         | (Lage)      | Birkenweg Gemeindefriedhof (Grabanlage)                              | Grab eines sowjetischen Opfers des Zweiten Weltkriegs.                               |
|                         | Wacken         | (Lage)      | Hauptstraße Evangelischer Friedhof (Kriegsgräberstätte 1. Weltkrieg) | Grabstätte für 13 russische Kriegsgefangene des Ersten Weltkriegs.                   |
|                         | Wacken         | (Lage)      | Hauptstraße Evangelischer Friedhof (Grabanlage)                      | Grabstätte für neun unbekannte sowjetische Opfer des Zweiten Weltkriegs.             |
|                         | Wilster        | (Lage)      | Bischofer Weg Gemeindefriedhof (Grabanlage)                          | Grabstätte für zwei sowjetische Opfer des Zweiten Weltkriegs.                        |
|                         | Schenefeld     | (Lage)      | Holstenstraße Evangelischer Friedhof (Grabanlage)                    | Grab eines sowjetischen Opfers des Zweiten Weltkriegs.                               |
| Nicht auffindbar Anm. 3 | Glückstadt     |             | Katholischer Friedhof (Grabanlage)                                   | Grabstätte für neun sowjetische Opfer des Zweiten Weltkriegs.                        |